# Adolf Heyrowsky
Adolf Heyrowsky (1882. február 18. – 1945. március) az Osztrák–Magyar Monarchia 12 légi győzelmet elérő ászpilótája volt az első világháborúban.

## Élete
Adolf Heyrowsky 1882. február 18-án született a stájerországi Murauban. Apja erdész volt. A prágai katonai iskolában tanult és 1902-ben a 90. gyalogezrednél kezdte szolgálatát. 1904 májusában hadnaggyá, 1910-ben főhadnaggyá léptették elő. 1912-ben jelentkezett az egy évvel korábban megalapított Léghajós részleghez és elvégezte a pilótatanfolyamot. Kiváló mechanikai ismeretei voltak, a repülőgép mellett (akkor nem általános módon) jól vezetett automobilt; a sportágak közül a lovaglást, vívást, síelést, úszást gyakorolta. 

### Az első világháború
A világháború kitörése után Heyrowsky a 2. repülőszázadban, a szerb fronton szolgált. 1914. szeptember 13-án felderítő repülés közben felfedezett egy készülő pontonhidat a Száván. Megfigyelőjével, Stefan von Ankershofennel közösen kiélesített tüzérségi gránátokat dobtak rá bombaként mintegy 180 m magasból, és sikerült megsemmisíteniük a hidat.
1914 novemberében kinevezték a 9. repülőszázad parancsnokává. 1915. január 1-jén soron kívül előléptették századossá. Február 22-én megszerezte első légi győzelmét, felderítő gépével Belgrád légterében kilőtt egy megfigyelőballont, majd március 3-án még egyet.
Olaszország 1915. május 24-én belépett a háborúba. Heyrowsky augusztusban megkapta az Isonzó-fronton harcoló 12. repülőszázad parancsnokságát, 1916 januárjában pedig rá bízták az akkor megalakított 19. repülőszázadot. Parancsnokként is rendszeresen repült bevetésekre. Május 4-én Merna légterében Benno Fiala von Fernbrugg megfigyelőtiszttel közösen sikerült lelőniük egy M4-es olasz léghajót.
Az ötödik és hatodik isonzói csata során (1916. március 9–18., augusztus 6–17.) légi szolgálata mellett gyalogsági tisztként is harcolt, ő volt a 27. gyalogezred 16. századának parancsnoka. Augusztus 9-én kilenc ellenséges repülő támadt felderítő gépére, amit háromnegyed órán át lőttek, de Heyrowskynak sikerült a súlyosan megrongált repülővel leszállnia. Másnap, augusztus 10-én egy olasz Voisinnel és két Nieuporttal keveredett harcba és ismét kényszerleszállást hajtott végre, de ezúttal lelőtte a Voisint. Augusztus 15-én egy Fokker E.III egyfedelű vadászgéppel földre kényszerített egy Nieuport vadászok által védelmezett Voisin felderítőt. 1916 decemberében egy olasz Caproni bombázóval és egy Voisinnel gyarapodott sikerlistája.   

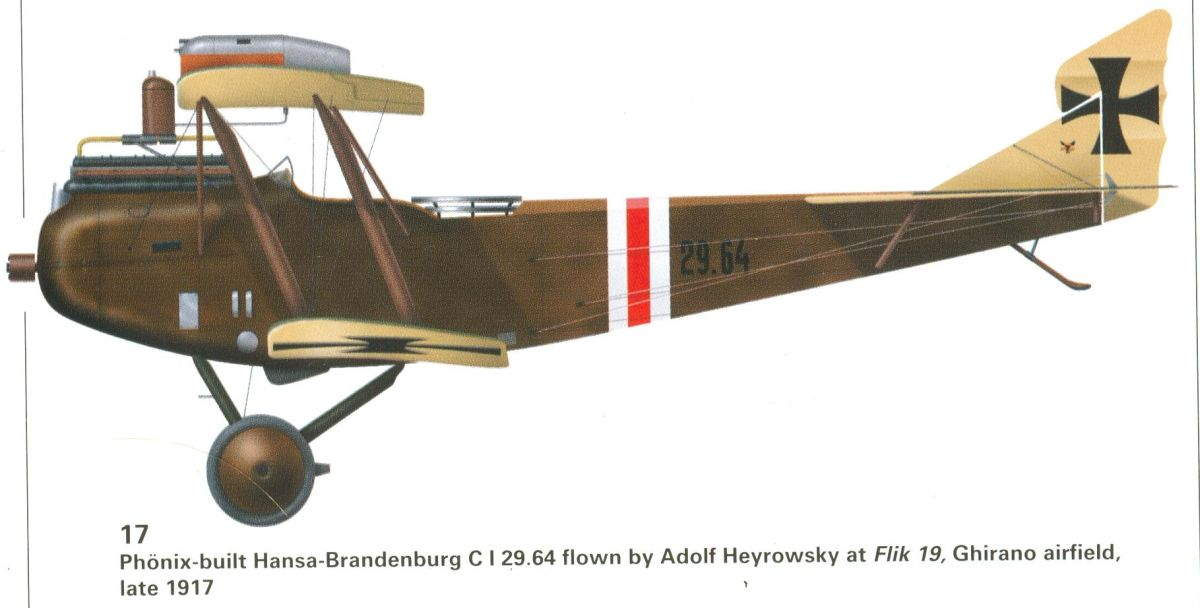
Heyrowsky Hansa-Brandenburg C.I-es repülőgépe

1917 tavaszán részt vett a tizedik isonzói csatában (május 12.-június 6.) és május 15-én egy SPAD, június 3-án pedig egy Nieuport vadászgépet győzött le Hansa-Brandenburg C.I-es felderítőgépével. Június 26-án tíz perc eltéréssel egy Nieuport és egy Caudron típusú repülőgépet sikerült földre kényszerítenie; ezek voltak utolsó légi győzelmei.
A 12. isonzói csata idején (1917. október 24. – november 7.) a légelhárítás lelőtte a gépét és ellenséges területen hajtott végre kényszerleszállást, de a támadó osztrák–magyar csapatok miatti fejetlenségben sikerült visszatérniük saját egységeikhez. 1917 októberében visszavonták a frontszolgálattól, a légierő törzstisztjévé nevezték ki a 2. Isonzó-hadsereg vezérkaránál. 1918 márciusában a német légierő parancsnoka, Ernst von Hoeppner altábornagy mellé nevezték ki osztrák–magyar összekötő tisztnek. Emellett a német Bogohl 2 és Bogohl 6 bombázóezredek kötelékében részt vett Nancy, Amiens és Párizs bombázásában; sőt egy Gotha nehézbombázóval Dovert is támadta. A piavei csata (1918. június 15. – június 25.) idejére visszatért Olaszországba, majd visszautazott a nyugati frontra. 1918 novemberében itt érte a háború vége is.

### A háború után
A háború után német állampolgár lett. Tagja volt a Nemzetiszocialista Német Munkáspártnak. Részt vett a polgári repülőklubok életében. 1932-ben könyvet írt a légierő jövőbeli felhasználásáról. Egy szovjetunióbeli kiküldetésben tanulmányozta a légvédelmet. Visszatérése után a Nemzeti Légvédelmi és Biztonsági Hivatal vezetőjévé nevezték ki.
A második világháborúban ezredesi rangban a siedlcei 4/II, majd a fürstenwaldei 10/III területi repülőparancsnokságot vezette. 1945 márciusában a 63 éves Heyrowsky egy Focke-Wulf 187D típusú nehézvadásszal repült, amikor néhány P-51 Mustang rátámadt. Halálának pontos körülményei nem ismertek.          

## Kitüntetései
- Lipót-rend lovagkeresztje hadidíszítménnyel, kardokkal
- Vaskorona-rend III. osztálya hadidíszítménnyel, kardokkal
- Katonai Érdemkereszt III. osztálya hadidíszítménnyel, kardokkal
- Ezüst Katonai Érdemérem hadiszalagon, kardokkal (kétszer)
- Bronz Katonai Érdemérem hadiszalagon, kardokkal
- Károly Csapatkereszt
- Katonai Jubileumi Kereszt
- 1912-1913. évi Emlékkereszt

## Légi győzelmei
| Sorszám | Dátum           | Beosztási hely   | Repülőgép típusa               | Ellenfél       | Csata helye         |
| ------- | --------------- | ---------------- | ------------------------------ | -------------- | ------------------- |
| 1       | 1915.02.22.,    | 9. repülőszázad  | Hansa-Brandenburg C.I          | Ballon         | Belgrád             |
| 2       | 1915.03.3.      | 9. repülőszázad  | Hansa-Brandenburg C.I          | Ballon         | Belgrád             |
| 3       | 1916.5.4. 12:00 | 19. repülőszázad | Hansa-Brandenburg C.I (61.55)  | Airship M4     | Merna               |
| 4       | 1916.08.10.     | 19. repülőszázad | Hansa-Brandenburg C.I (61.61)  | Voisin         | Cormons közelében   |
| 5       | 1916.08.15.     | 19. repülőszázad | Fokker E.III (03.42)           | Voisin         | Cormons             |
| 6       | 1916.12.3.      | 19. repülőszázad | Hansa-Brandenburg C.I (29.61)  | Caproni        | Gorizia közelében   |
| 7       | 1916.12.28.     | 19. repülőszázad | Hansa-Brandenburg C.I (29.63)  | Voisin         | San Marco Argentano |
| 8       | 1917.4.17.      | 19. repülőszázad | Hansa-Brandenburg C.I (29.64)  | Nieuport Scout | Gorizia közelében   |
| 9       | 1917.5.15.      | 19. repülőszázad | Hansa-Brandenburg C.I (29.64)  | SPAD 1         | Merna               |
| 10      | 1917.6.3.       | 19. repülőszázad | Hansa-Brandenburg C.I (29.64)  | SAML           | Sober               |
| 11      | 1917.6.26.      | 19. repülőszázad | Hansa-Brandenburg C.I (153.47) | Nieuport Scout | Sober               |
| 12      | 1917.6.26.      | 19. repülőszázad | Hansa-Brandenburg C.I (153.47) | Caudron        | Sober               |